# Iki-Tsushima-Quasi-Nationalpark
Der Iki-Tsushima-Quasi-Nationalpark (japanisch 壱岐対馬国定公園 Iki tsushima kokutei kōen) ist einer von über 50 Quasi-Nationalparks in Japan. Die Präfektur Nagasaki ist für die Verwaltung des Parks zuständig. Der Park wurde am 22. Juli 1968 gegründet und umfasst eine Fläche von ca. 120 km². Das Parkgebiet umfasst eine Fläche von ca. 270 km². Mit der IUCN-Kategorie V ist das Parkgebiet als Geschützte Landschaft/Geschütztes Marines Gebiet klassifiziert.